# Dicranomyia wundurra
Dicranomyia wundurra là một loài ruồi trong họ Limoniidae. Chúng phân bố ở miền Australasia.